# Stilpon pectiniger
Stilpon pectiniger är en tvåvingeart som beskrevs av Axel Leonard Melander 1902. Stilpon pectiniger ingår i släktet Stilpon och familjen puckeldansflugor. Inga underarter finns listade i Catalogue of Life.